# Harding & Wilson Municipal Golf Course
De Harding & Wilson Municipal Golf Course zijn twee golfbanen in de Verenigde Staten en bevinden zich in Los Angeles, Californië. De golfbanen worden beheerd door de stad Los Angeles.
De Harding Municipal Golf Course werd opgericht in 1934. De lengte van de baan is 5977 m met een par van 72. De course rating is 71,2 en de slope rating is 121.
De Wilson Municipal Golf Course werd opgericht in 1954 en werd ontworpen door de golfbaanarchitect George Thomas. De lengte van de baan is 6352 m met een par van 72. De course rating is 73,0 en de slope rating is 125.

## Golftoernooien
- Los Angeles Open: 1937-1939 (Harding-baan)